# Blanca Casas Brullet
Blanca Casas Brullet (Mataró, 1973) és una artista catalana que viu i treballa a París. Llicenciada en Belles Arts el 1996 per la Universitat de Barcelona i per l'École Nationale Supérieure des Beaux-Arts de París el 1999, explora les imatges inscrites en el llenguatge quotidià, la polisèmia i la càrrega poètica que s'amaga en els intersticis de la traducció d'una llengua a l'altra. Recentment ha indagat el procés de fabricació de la imatge com a font de la transformació del sentit i les formes disponibles.
Blanca ha exhibit el seu treball en exposicions col·lectives i individuals, i en fires i festivals de vídeo a diversos països de la Unió Europea. També ha mostrat la seva obra al Brasil, Sud-àfrica, Corea i el Canadà: Les Peintres de la Vie Moderne (Centre Georges Pompidou, París, 2006-2007), Blanca Casas + David Bestué (Sala Montcada, Barcelona, 2006), Festival i Fira LOOP (Galeria Senda, Barcelona, 2005 i 2006), Desvelar lo invisible (Alcalá 31, Madrid, 2005), Attention à la marche (La Galerie, Noisy-le-Sec, 2005), Argument (SPIN Gallery, Toronto, 2001), Mues (Galerie Françoise Paviot, París, 2001).
A mesura que ens endinsem en el seu treball, descobrim com interroga la representació del cos i la seva inscripció en el seu entorn humà i social, tot parant una atenció particular al llenguatge, a la polisèmia de certes paraules o a l'estranyesa de la traducció literal de certes metàfores en imatges. Malgrat que en un primer moment podríem pensar que la laboriositat pròpia del dibuix animat pot entrar en contradicció amb la rapidesa d'execució del croquis, la resolució formal dels dibuixos, en blanc i negre, sense massa detalls i fins i tot pixelitzats, ens permet entroncar amb aquella primera forma imperfecta que és l'esbós.